# Veliki slabinski mišić
Veliki slabinski mišić (lat. musculus psoas major) mišić je zdjelice. Veliki slabinski mišić zajedno s bočnim mišićem (lat. musculus iliacus) čini bočnoslabinski mišić (lat. musculus iliopsoas). Mišić inerviraju ogranci slabinskog spleta.

## Polazište i hvatište
Mišić polazi s kralježnice (trupova i poprečnih nastavaka 12. grudnog i prva četiri slabinska kralješka i intervertebralnih ploča) ide prema dolje, u zdjelici se spaja s bočnim mišićem i kao bočnoslabinski mišić hvata se tetivom za mali obrtač (lat. trochanter minor) bedrene kosti. 